# Detwah-Lagune
Die Detwah-Lagune (arabisch بحيرة ديطوح, DMG Buḥairat Dīṭwaḥ, engl. Detwah Lagoon) liegt im Jemen im Nordwesten der Insel Sokotra. Sie wurde am 20. August 2007 zusammen mit den umliegenden Sanddünen mit einer Fläche von 580 ha als erstes Ramsar-Gebiet des Landes ausgewiesen.

## Geographie

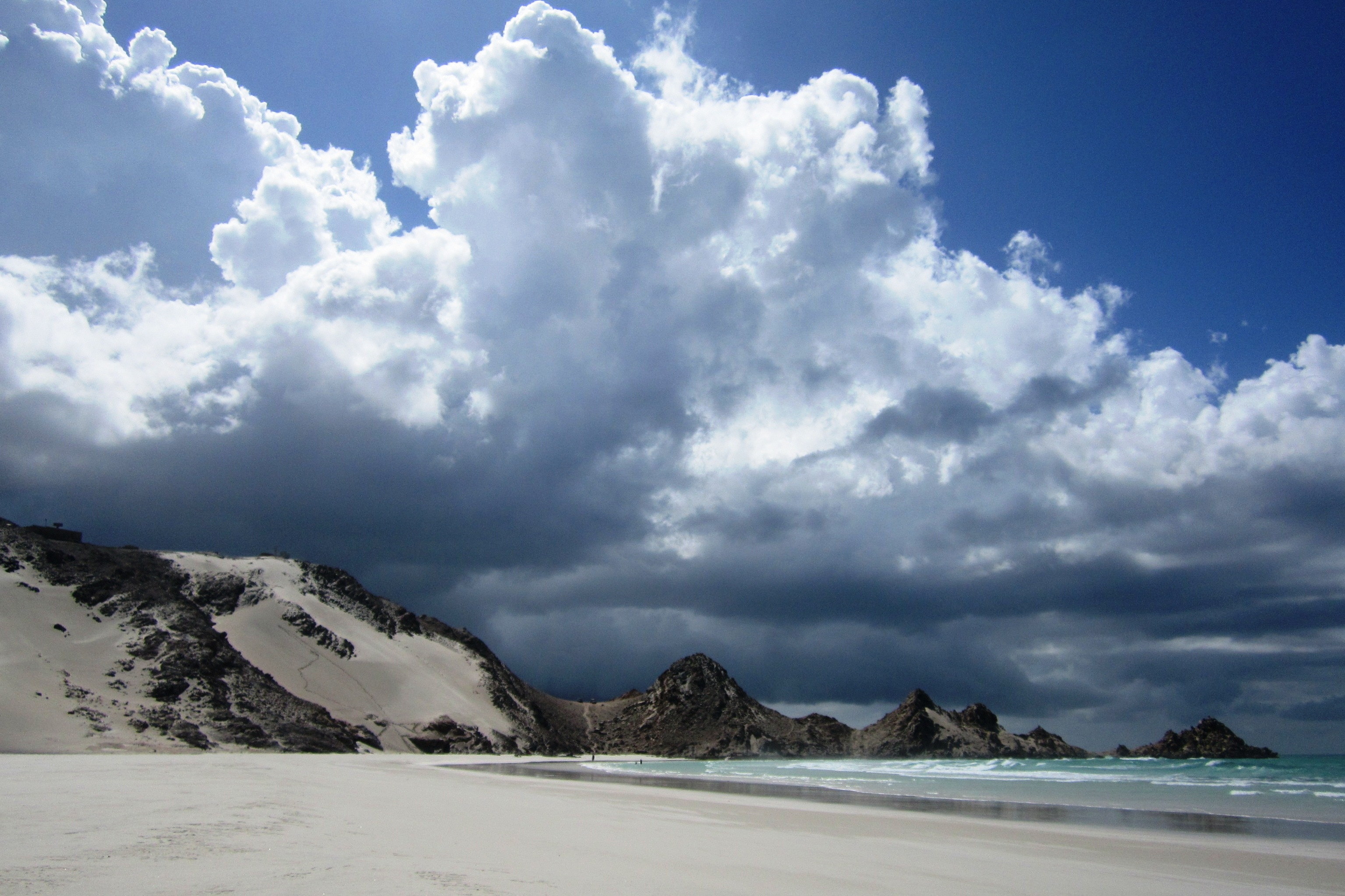
Strand an der Lagune

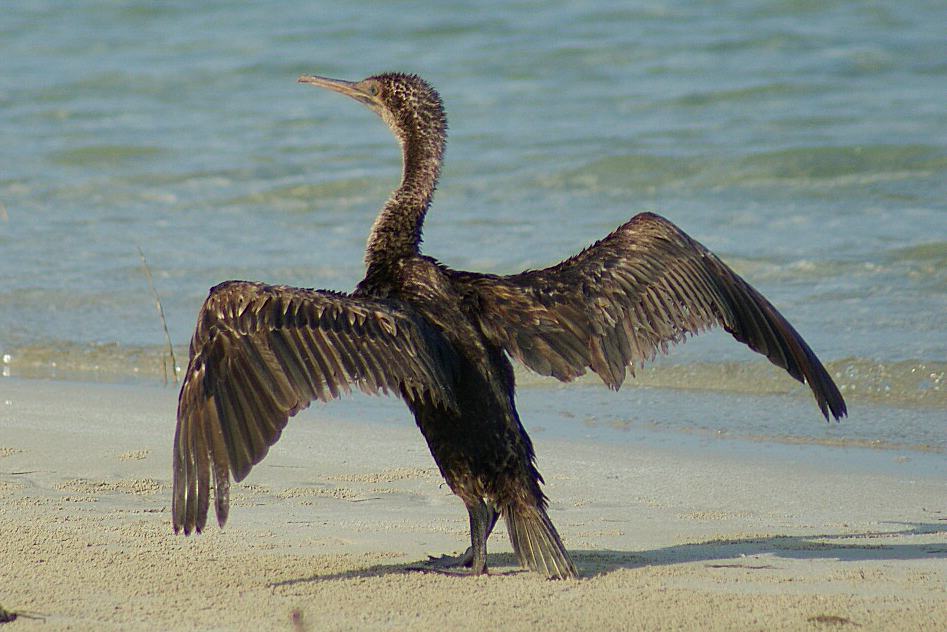
Sokotrakormoran (hier: nahe Abu Dhabi)

Im Osten der Lagune liegen Berge aus Kalkstein, während sie im Westen zum Meer hin von großen Sanddünen begrenzt ist. Sie liegt 56 km westlich des Flughafens Sokotra. Der nächstgelegene Ort ist 1,6 km südwestlich Qulensya im Distrikt Qulensya Wa Abd Al Kuri. Die Lagune war ursprünglich zum Meer offen und enthielt Brackwasser bis um etwa 1964 eine Sandbank den Meereszugang abtrennte. Inzwischen gibt es jedoch wieder einen Meereszugang im Nordosten, da die Lagune als Schlechtwetterhafen für Boote genutzt wird. Die Salinität der Lagune ist daher mit 37–39 ppm ähnlich hoch wie im offenen Meer. Die Gezeitenändeurng liegt bei etwa einem Meter.

## Klima
Die Jahrestemperaturen liegen zwischen 25 und 39 °C und die durchschnittliche Wassertemperatur in der Lagune bei 23 °C. Die jährliche Niederschlagsmenge ist weniger als 200 mm und an der Küste geringer als im Inland oder den Bergen. Der Regen verteilt sich hauptsächlich auf die Monate April bis Mai und den Oktober. Im Winter (November bis März) weht der Wind in der Regel aus nordöstlicher Richtung, während er im Sommer (April bis Oktober) aus dem Südwesten von Afrika kommt und besonders stark, trocken und heiß ausfällt.

## Flora und Fauna
In der Lagune wächst Seegras u. a. der Arten Halodule uninervis und Cymodocea rotundata. Dieses bietet Fischen Schutz vor Räubern und stabilisiert die Küstenlinie. In der Gezeitenzone im Nordosten der Lagune finden sich die endemischen Schwammarten Psuedoceratina arabica und Haliclona bawiana und Krebstiere wie Ocypode saratan, Uca inversa, Grapsus albolineatus und Grapsus granulosus. An Land wächst Richtung Inland-Ebene Buschwerk des Wolfsmilchgewächses Croton socotranus.
Die Detwah-Lagune ist ein wichtiges Brutgebiet für Wasser- und andere Vögel. Insgesamt wurden in der Lagune 32 Vogelarten gezählt. Hier brüten beispielsweise der international stark gefährdete Schmutzgeier und der als gefährdet eingestufte Sokotrakormoran. Letzterer lebt ausschließlich marin und meidet das Inland.
Zu den in der Lagune vorkommenden, gefährdeten Tierarten zählt zudem die Stechrochenart Taeniurops meyeni (gefährdet), der Indo-Australische Tüpfelrochen (stark gefährdet) und der Federschwanz-Stechrochen (potentiell gefährdet).